# Tennis Channel Open 1998
Il Tennis Channel Open 1998 è stato un torneo di tennis giocato sul cemento.
È stata l'11ª edizione del Tennis Channel Open,che fa parte della categoria International Series nell'ambito dell'ATP Tour 1998.
Si è giocato a Scottsdale in Arizona dal 1º marzo all'8 marzo 1998.

## Campioni

### Singolare
Andre Agassi ha battuto in finale  Jason Stoltenberg con il punteggio di 6–4, 7–6(3)

### Doppio
Cyril Suk /  Michael Tebbutt hanno battuto in finale  Kent Kinnear /  David Wheaton con il punteggio di 4–6, 6–1, 7–6.